# Chris Tillman
Pour les articles homonymes, voir Tillman.
Christopher Steven Tillman (né le 15 avril 1988 à Anaheim, Californie, États-Unis) est un lanceur droitier des Orioles de Baltimore dans la Ligue majeure de baseball.

## Carrière
Après des études secondaires à la Fountain Valley High School de Fountain Valley, Tillman est drafté par les Mariners de Seattle au deuxième tour de sélection. 
Encore joueur de Ligues mineures, Tillman est échangé aux Orioles de Baltimore le 9 février 2008, avec Adam Jones, George Sherrill, Kam Mickolio, et Tony Butler contre Érik Bédard. 
Tillman fait ses débuts en Ligue majeure contre les Royals de Kansas City le 29 juillet 2009. Il lance 4 manches et deux tiers, allouant trois points sur trois pistes en solo. Les Orioles l'emporte finalement 7-3, laissant Tillman avec une décision gagnante. Il effectue 12 et 11 départs, respectivement, à ses deux premières saisons, présentant chaque fois un dossier victoires-défaites de 2-5 pour les Orioles et une moyenne de points mérités supérieure à 5 points accordés par partie. Sa saison 2011 est très similaire avec 3 gains, 5 revers, et une moyenne de 5,52 en 13 départs.
Il fait des allées et venues entre les majeures et les mineures. Lors d'un séjour chez les Tides de Norfolk, le club-école des Orioles, il lance le 28 avril 2010 un match sans point ni coup sûr dans une victoire de 6-0 sur les Braves de Gwinnett.
Le 2 avril 2011, il lance 6 manches sans accorder de point ni de coup sûr aux Rays de Tampa Bay mais est retiré de la rencontre au profit d'un lanceur de relève après avoir effectué 101 lancers. 
En 2012, Tillman rejoint les Orioles en juillet  après avoir amorcé l'année dans les mineures. Il connaît de loin ses meilleurs moments jusque-là dans les majeures, avec une moyenne de points mérités de 2,93 en 86 manches lancées lors de 15 départs. Il remporte 9 victoires contre 3 défaites et reste dans la rotation de lanceurs partants de l'équipe jusqu'à la fin du calendrier régulier, aidant le club à décrocher une première qualification en 15 ans pour les séries éliminatoires. Tillman est toutefois écarté de l'effectif des Orioles pour l'aventure en matchs d'après-saison. 
En 2013, il mène les lanceurs partants Baltimore pour les victoires (16 contre 7 défaites) et la moyenne de points mérités (3,71 en 206 manches et un tiers lancées). Il effectue 33 départs et réussit un sommet personnel de 179 retraits sur des prises.
En 2014, il est avec 34 départs le lanceur qui en effectue le plus dans les majeures. Sa moyenne de points mérités est de 3,34 en 207 manches et un tiers lancées, avec 13 victoires, 6 défaites et 150 retraits au bâton. Le 2 octobre 2014, il est le lanceur partant et le lanceur gagnant du premier match de la Série de divisions entre les Orioles et les Angels de Los Angeles, un match qui est son premier en carrière dans les éliminatoires. Il est désigné lanceur partant pour le premier match de la Série de championnat qui suit face aux Royals de Kansas City.

## Statistiques
| Saison | Équipe    | G  | GS | CG | SHO | V | D  | SV | IP    | SO | ERA  |
| ------ | --------- | -- | -- | -- | --- | - | -- | -- | ----- | -- | ---- |
| 2009   | Baltimore | 12 | 12 | 0  | 0   | 2 | 5  | 0  | 65.0  | 39 | 5,40 |
| 2010   | Baltimore | 11 | 11 | 0  | 0   | 2 | 5  | 0  | 53.2  | 31 | 5,87 |
| Totaux | Totaux    | 23 | 23 | 0  | 0   | 4 | 10 | 0  | 118.2 | 70 | 5,61 |

Note : G = Matches joués ; GS = Matches comme lanceur partant ; CG = Matches complets ; SHO = Blanchissages ; 
V = Victoires ; D = Défaites ; SV = Sauvetages ; IP = Manches lancées ; SO = Retraits sur des prises ; ERA = Moyenne de points mérités.